# Stuckismo
Stuckismo ( /ˈstʌkɪzəm/) es un movimiento artístico internacional fundado en 1999 por Billy Childish y Charles Thomson para promover la pintura figurativa en oposición al arte conceptual. En mayo de 2017, el grupo inicial de 13 artistas británicos se había expandido a 236 grupos en 52 países.
Childish y Thomson han publicado varios manifiestos. El primero fue The Stuckists, que consta de 20 puntos que comienzan con "Stuckismo es una búsqueda de la autenticidad". El remodernismo, el otro manifiesto conocido del movimiento, es una crítica a la posmodernidad; su objetivo es volver al verdadero espíritu del modernismo, producir arte con valor espiritual sin importar el estilo, tema o medio. En otro manifiesto se definen a sí mismos como anti-anti-arte que está en contra del anti-arte y por el arte.
Después de exponer en pequeñas galerías en Shoreditch, Londres, la primera muestra de Stuckists en un importante museo público se llevó a cabo en 2004 en la Walker Art Gallery, como parte de la Bienal de Liverpool. El grupo se ha manifestado anualmente en la Tate Britain contra el Premio Turner desde 2000, a veces vestido con trajes de payaso. También se han opuesto a los Jóvenes Artistas Británicos patrocinados por Charles Saatchi.
Aunque la pintura es la forma artística dominante del Stuckismo, los artistas que utilizan otros medios como la fotografía, la escultura, el cine y el collage también se han unido y comparten la oposición Stuckista al conceptualismo y al "ego-arte".

## Nombre, fundación y origen

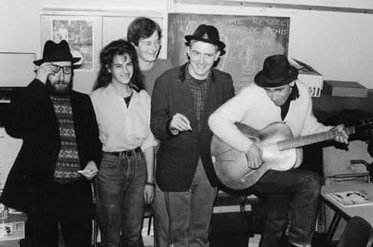
Sexton Ming, Tracey Emin, Charles Thomson, Billy Childish y el músico Russell Wilkinson en el Centro de Educación para Adultos de Rochester para grabar The Medway Poets LP, 11 de diciembre de 1987.

El nombre "Stuckismo" fue acuñado en enero de 1999 por Charles Thomson en respuesta a un poema que Billy Childish le leyó varias veces. En él, Childish recita que su exnovia, Tracey Emin, había dicho que estaba "stuck! stuck! stuck!" con su arte, poesía y música. Más tarde ese mes, Thomson se acercó a Childish con miras a cofundar un grupo de arte llamado Stuckismo, al que Childish accedió, sobre la base de que Thomson haría el trabajo para el grupo, ya que Childish ya tenía un horario completo.
Había otros once miembros fundadores: Philip Absolon, Frances Castle, Sheila Clark, Eamon Everall, Ella Guru, Wolf Howard, Bill Lewis, Sanchia Lewis, Joe Machine, Sexton Ming y Charles Williams. La membresía ha evolucionado desde su fundación a través de colaboraciones creativas: el grupo fue promovido originalmente como trabajo en pintura, pero desde entonces los miembros han trabajado en varios otros medios, incluyendo poesía, ficción, performance, fotografía, cine y música.
En 1979, Thomson, Childish, Bill Lewis y Ming eran miembros del grupo de actuación The Medway Poets, al que Absolon y Sanchia Lewis habían contribuido anteriormente. Rochester Pottery de Peter Waite organizó una serie de exposiciones individuales de pintura. En 1982, TVS emitió un documental sobre los poetas. Ese año, Emin, entonces estudiante de moda, e Childish comenzaron una relación; su escritura fue editada por Bill Lewis, impresa por Thomson y publicada por Childish. Los miembros del grupo publicaron decenas de trabajos. El grupo de poesía se dispersó después de dos años, volviendo a reunirse en 1987 para grabar el LP The Medway Poets. Clark, Howard y Machine se involucraron durante los años siguientes. Thomson conoció a Williams, que era un estudiante de arte local y cuya novia era amiga de Emin; Thomson también conoció a Everall. Durante la fundación del grupo, Ming trajo a su novia, Guru, quien a su vez invitó a Castle.

## Manifiestos

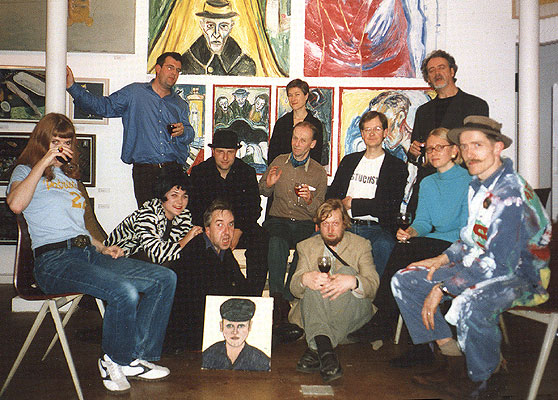
El primer grupo de Stuckistas de 13 artistas en el Real Turner Prize Show, Pure Gallery, Shoreditch, Londres, en octubre del 2000

En agosto de 1999, Childish y Thomson escribieron The Stuckists manifesto (en español: El Manifiesto Stuckista) en el cual enfatizan el valor de la pintura como medio, su uso en la comunicación, y la expresión de la emoción y la experiencia – en contraposición con los que los Stuckistas observan como la superficialidad de la novedad, el nihilismo e ironía del arte conceptual y el postmodernismo. La afirmación más contenciosa en el manifiesto es: "Los Artistas que no pintan no son artistas".
Los manifiestos segundo y tercero, An Open Letter to Sir Nicholas Serota y Remodernism respectivamente, fueron enviados al  director del Tate, Nicholas Serota. Serota les envió una breve respuesta: "Gracias por su carta abierta fechada el 6 de marzo. Ustedes no estaran sorprendidos que no tengo ningún comentario que realizar sobre su carta, o su manifiesto 'Remodernismo'."
En el manifiesto Remodernismo, los Stuckistas declaran que ellos tienen por objetivo reemplazar al postmodernismo con el remodernismo, un periodo de valores espirituales renovados en el arte, la cultura, y la sociedad. Otros manifiestos son Handy Hints, Anti-anti-art, The Cappuccino writer and the Idiocy of Contemporary Writing, The Turner Prize, The Decreptitude of the Critic y Stuckist critique of Damien Hirst.
En Anti-anti-arte, los Stuckistas describieron su oposición a lo que se conoce como "anti-arte". Los stuckistas afirman que el arte conceptual está justificado por la obra de Marcel Duchamp, pero que la obra de Duchamp es "anti-arte por intención y efecto". Los Stuckistas sienten que "la obra de Duchamp fue una protesta contra el establecimiento artístico obsoleto e irreflexivo de su época", mientras que "la gran (pero totalmente involuntaria) ironía del posmodernismo es que es un equivalente directo del establecimiento conformista y no original que Duchamp atacó en primer lugar".
Otros Stuckistas han escrito otros manifiestos, incluido el grupo de Estudiantes por el Stuckismo. Un grupo de "jóvenes Stuckistas" fue fundado en el 2006 con un manifiesto para adolescentes escrito por dos jóvenes de 16 años de edad, Liv Soul y Rebekah Maybury, en MySpace. En el 2009, "Los Otros Stuckistas de Muswell Hill" publicaron "The Founding, Manifesto and Rules of The Other Muswell Hill Stuckists".